# 三味線屋の勇次
三味線屋の勇次（しゃみせんやのゆうじ）は、必殺シリーズに登場した仕事人の一人。初出演作は『新・必殺仕事人』。中条きよしが演じた。
必殺シリーズ後期の代表的なキャラクターの一人である。

## キャラクター

### 表稼業
三味線屋の若旦那。母親で裏稼業の師匠でもある、おりく（山田五十鈴）とともに三味線の制作と販売、皮や糸の張り替えを行う傍ら、端唄の出稽古で、生計を立てている。おりくは勇次を「勇さん」と呼んでいる。またなんでも屋の加代（鮎川いずみ）もおりく同様に「勇さん」と呼んでいるが、中村主水（藤田まこと）と飾り職人の秀（三田村邦彦）は「三味線屋」と呼んでいる。主水は表稼業でしばし仲たがいした時は「三味線屋ののっぺらぼう」と毒を吐いていた。女遊びに励むことが多く、江戸の湯女で勇次の顔を知らない者はいないほどであるという。美形で粋な人物であることから女たちからの人気も高いが、特定の恋人は決して作らない。また念仏の鉄（山﨑努）のような無類の女好きというまでではなく、容姿の良さから女の方から勇次に近づいてくることがほとんどあり、その結果、加代ら他の女性から嫉妬されることも多々ある。しかしストーリーによっては何度か本気で結婚して身を固めようと心に決めた相手も登場するが、悪人に殺されて悲劇的な結果になる。
かつて上方で仕事をしていたことから、おりくとの会話では京ことば（関西弁）が出ることもある。また端唄の稽古の際は「からかさ」を練習に唄うことが多い。当初は中村主水や飾り職人の秀からは「気障野郎」と言われ、馴染めずにうまくいっていなかったが、せんとりつの端唄の稽古の師匠として、中村家に出入りをするようになってからは、主水と小突き会う仲へと変わって行き、主水に裏稼業でこき使われた腹いせに稽古代を高く釣り上げ、裏稼業で稼いだ主水の報酬を勇次が持って行く様になる。
『仕切人』では、女好きの性格がより強調されるようになり、客の女性にも手を出したり、敵の罠だと分かりながらも女の色仕掛けに乗る描写も見られる。その一方で自ら一人で落ち着きたい時には夜釣りに出かけていた。おりく以外に家族を持たず、家庭を持つ意志もない。
普段の立ち居振る舞いは気障でクールだが、自分の殺した人間の子供を親身に世話をしたり、女性（特に事情のある女性）に優しいなど、情に厚い性格である。
飾り職人の秀（三田村邦彦）とは特になかなか打ち解けることが出来ずに、口数の少ない関係であったものの、次第に秀の孤高な心境を理解するようになり、秀がなにも言わずとも気持ちを察して先回りして気遣ったりするようになり、自然と兄貴分な関係へと変わって行く、禁欲的な秀に対して快楽主義な勇次と性格は正反対ではあり、打ち解けることはないものの、裏稼業では秀と息のあった殺し技を披露するようになり、「主水と鉄」に続く名コンビと言われるようになる。

### 裏稼業
晴らせぬ恨みを金銭で晴らす殺し屋。三味線の三の糸（一番細い糸）を悪人の首に投げ付けて巻き付け、窒息死させる。登場初期は裏稼業の時も服装は普段と変わらない地味めの格好であったが次第に白い着物に黒の羽織の派手な着物を着るようになり、最終的には紫の羽織が定着する。『必殺仕事人IV』第23話より、仕事の際に「南無阿彌陀佛」と背中に刺繍された羽織を着用している。
元々は仕事人だった藤兵衛の子で、おりくとの血の繋がりはない。金欲しさに仲間を奉行所に売った藤兵衛を始末した、おりくが当時、三歳の勇次を引き取り、自分の子供として育てていた。おりくはそれを隠し、それまでは父を失い、道で泣いていたところを拾ったことにしていたが、主水との出会いを機に、その事実を明かした。おりくは勇次に殺されることを覚悟していたが、勇次はその後も変わらず、おりくを「おっかさん」と呼び、母として慕っている。
『新・必殺仕事人』から『必殺仕事人IV』までの間は中村主水（藤田まこと）、飾り職人の秀、何でも屋の加代（鮎川いずみ）、西順之助（ひかる一平）、おりくとともに裏稼業を行っていた。それ以前は主におりくと組んでおり、百花の竜という仕事人と組んでいたこともあるという（『必殺仕事人III』）。『仕事人IV』で、仕事人グループが解散し、秀やおりくが江戸を去った後も江戸に残り、大奥中老頭のお役御免となったお国（京マチ子）らと組み、裏稼業を行っていた。特に年代の近い仕立ての新吉（小野寺昭）とは、裏稼業の掟や殺しについて意見の食い違いが起きたり衝突していたが、そのたびにお互いの絆を深めていった。また、脱寺の坊主 日増（山本陽一）に対しては気さくなその性格上、同じようなキャラクターの順之助以上に友好的に接する場面も見受けられた。最終回で、自身たちの偽物「百化け一味」を仕留め、素晴らしい仲間たちに出会えたことに喜びつつ、江戸を出奔する（『必殺仕切人』）。
『仕切人』以降は劇中に登場しなかったが、江戸で主水、秀、おけいと組んで、仕事人に復帰。江戸城 大奥の派閥争いに巻き込まれ、最後は主水の壮絶な爆死を見届けた（映画『必殺! 主水死す』）。
主水の死から数年後、外道に殺された仕事人 髪結いの弥助の仇を討つべく、弥助の師匠 伝兵衛と組み、スリだった孤児の譲吉を三味線屋、裏稼業の使い走りとして仕事を行った。ただし、この作品がテレビ シリーズと比べ、どのような時間軸であるかは明らかにされていない（映画『必殺! 三味線屋・勇次』）。
『必殺仕置長屋 一筆啓上編』第1話では名前のみ登場し、同作の時点で存命中であることが明かされている。
遠い将来の世界ではピアノの調律師をしている勇次の子孫 山田勇次が登場。三味線の糸に代わり、ピアノ線を用いた殺し技で暴走族を仕置した（『（秘）必殺現代版』）。

### 三味線の糸・殺し技
殺し技は三味線の三の糸（一番細い糸）にろうそくの蝋と油を染み込ませ、悪人の首に投げ付けて巻き付け、窒息死させる。
三味線の糸で物を切断することも可能らしく、ろうそくを切断したり、初登場時は加代の指を糸で切断しようとしていた。糸を使う際は、自分も手を負傷しない為に指だしの特殊な手袋を着用する。登場初期は、あらかじめ輪に結んだ三味線糸を標的の首に掛け、そのまま相手を宙吊りにする姿も見られたが、物語が進むにつれ、袖から巻いて束にした糸を飛ばして首に絡めて、木の枝などから相手を吊り上げ、糸を指で弾いた振動で止めを刺すようになった。
糸を引っ張る力は強力で、人間以外にも物に引っかけて落下を止めたりする。『必殺仕切人』では特製の金具を使い、それに糸を引っ掛けたりする変形技を披露した。

## 解説
かつては前期の必殺シリーズで、幾度か悪役のゲスト出演経験のあった中条だが、その時期に、プロデューサーの山内久司からレギュラー出演のオファーが来たことから、『新・必殺仕事人』の出演が決まったという。中条自身も大御所である山田五十鈴との親子役での出演と知り、快く受け入れたと語っている。なお『恐怖の大仕事 水戸・尾張・紀伊』にゲスト出演した際には、後の勇次と同じ「相手を高く宙吊りにして絞殺する」技を使う仕事人（フランキー堺演じる与一）に殺される役を演じた。
当初、制作スタッフからは「視聴率の向上がない場合、第5話の時点で降りてもらう」と宣告されるが、第1話「主水、腹が出る」の放送は34%の高視聴率を得たため、以降、継続が決まり、勇次はさらに人気を高める。
当初勇次は企画段階の時は山田五十鈴が演じるおとわが使用してた三味線の棹の仕込み刀で殺す技が検討されたが、新たな殺し技を考えたほうが良いという考えとなり、子供がマネしても現実では不可能、かつ映像生えする武器として三味線の糸が採用されることとなった。
『新・必殺 - 』以降、『仕事人IV』までの約3年近く「中村主水シリーズ」で勇次を演じ続けた結果、中条にも限界が見られたようで、山内に必殺の卒業を申し出た。この結果、山内からはスピンオフ作品でもある『必殺仕切人』の出演を頼まれ、断ること無く出演。『仕切人』1話の視聴率が39%とまたもや高視聴率を得られ、中条は『仕切人』最終回まで出演を続け、当作品を最後に、テレビ シリーズにおける必殺シリーズから卒業した。
中条の必殺卒業が公になった際、制作スタッフ、出演者との軋轢があったという説が相次いだが、中条は「全て嘘」と語っており、本人は必殺において撮影やカメラの撮り方など、様々なことを学べたと満足している。中条は政治家に転身する以前は、もう一度、勇次の役を演じてみたいとも語っていた。
藤田まことの死後、本人がスポーツ紙で語ったところによると、本来、歌手である中条は当初、藤田によく演技でダメ出しをされていたという。その後、藤田から「済まなかったな。山田五十鈴さんがいる手前、仕方が無かったんだよ」と謝られており、中条はこのことにわだかまりを覚えず、むしろ藤田に感謝したという。
バラエティー番組の「必殺」のパロディーにもよく登場しており、そこでは志村けん、松本人志など、その番組のメイン格のタレントが演じる傾向が強い。

## 出演作品一覧

### TVシリーズ
- 新・必殺仕事人（1981年）
- 必殺仕事人III（1982年）
- 必殺仕事人IV（1983年）
- 必殺仕切人（1984年）

### TVスペシャル
- 必殺シリーズ10周年記念スペシャル 仕事人大集合（1982年）
- (秘) 必殺現代版 主水の子孫が京都に現われた 仕事人vs暴走族（1982年）勇次の子孫として登場。
- 年忘れ必殺スペシャル 仕事人アヘン戦争へ行く 翔べ!熱気球よ香港へ（1983年）

### 映画
- 必殺! THE HISSATSU（1984年）
- 必殺! 主水死す（1996年）
- 必殺! 三味線屋・勇次（1999年）

### 舞台
- 納涼必殺まつり（京都南座）
  - 必殺女ねずみ小僧（1981年）
  - 必殺・鳴門の渦潮（1982年、それに先がけて名鉄ホールで上演された）
  - 必殺ぼたん燈籠（1983年）
- 中条きよし特別公演 必殺三味線屋勇次（1998年、大阪・新歌舞伎座）

### 土曜ワイド劇場
- 京都マル秘仕置帖（1999年）
- 京都マル秘仕事人I・II（2001年、2002年）

※ いずれも必殺シリーズをモチーフにしたスピンオフ作品。中条扮する音楽教室の講師が、勇次をイメージした仕置を行うシーンがある。

### パチンコ機
- CR必殺仕事人（2001年）
- CRぱちんこ必殺仕事人III（2007年）
- CRぱちんこ必殺仕事人III桜バージョン（2008年）
- CRぱちんこ必殺仕事人III祭バージョン（2009年）
- CRぱちんこ必殺仕事人III竜バージョン（2010年）

※ いずれも京楽産業.から発売。